# Erebia nowickii
Erebia nowickii är en fjärilsart som beskrevs av Prüffer 1923. Erebia nowickii ingår i släktet Erebia och familjen praktfjärilar. Inga underarter finns listade i Catalogue of Life.